# Saint-Georges-d'Espéranche
Saint-Georges-d'Espéranche é uma comuna francesa na região administrativa de Auvérnia-Ródano-Alpes, no departamento de Isère. Estende-se por uma área de 24,65 km². Em 2010 a comuna tinha 3 463 habitantes (densidade: 140,5 hab./km²).